# Martin XB-16
El Martin XB-16, designación de compañía Model 145, fue un proyecto de bombardero pesado diseñado en los Estados Unidos en los años 30 del siglo XX.

## Diseño y desarrollo
El XB-16 fue diseñado para cubrir la solicitud del Cuerpo Aéreo del Ejército de los Estados Unidos (USAAC) de un bombardero que pudiera llevar 1100 kg de bombas a 8000 km.
El XB-16 (Model 145A) debía usar cuatro motores alternativos en V Allison V-1710 refrigerados por líquido; los aviones estadounidenses contemporáneos usaban motores radiales refrigerador por aire.
En 1935, Martin revisó el diseño del XB-16 como Model 145B. La envergadura se incrementó de 43 m a 53 m, y se añadió un juego de motores V-1710 en el borde de fuga. Esta versión tenía una envergadura un 20% mayor que la del B-29 Superfortress, el primer bombardero operacional que cubriría la misión para la que se suponía estaba destinado el XB-16.
El XB-16 fue cancelado esencialmente por la misma razón por la que se canceló el proyecto B-15: no era lo suficientemente rápido para cubrir las prestaciones establecidas por el Ejército. Como ambos fueron cancelados más o menos al mismo tiempo, Martin no tuvo tiempo de producir ningún XB-16.

## Variantes
Model 145A
Proyecto de bombardero cuatrimotor.
Model 145B
Versión revisada del 145A.
XB-16
Designación dada por el USAAC, no construido.

## Especificaciones (Model 145A)
Referencia datos: U.S. bombers, 1928 to 1980s

### Características generales
- Tripulación: Diez
- Longitud: 35 m (114,8 ft)
- Envergadura: 43 m (Model 145B: 53 m)
- Peso vacío: 14 495 kg (Model 145B: 22 980 kg)
- Peso cargado: 29 484 kg (Model 145B: 47 570 kg)
- Planta motriz: 4× (Model 145B: 6x) motor lineal V-12 refrigerado por líquido Allison V-1710-3.
  - Potencia: 750 kW (1034 HP; 1020 CV) cada uno.

### Rendimiento
- Velocidad máxima operativa (Vno): 381 km/h (237 MPH; 206 kt) a 6100 m
- Velocidad crucero (Vc): 225 km/h (140 MPH; 121 kt)
- Alcance: 8047 km (4345 nmi; 5000 mi)
- Alcance en combate: 5150 km (2781 nmi; 3200 mi) con 5520 kg de bombas
- Techo de vuelo: 6900 m (22 638 ft)
- Régimen de ascenso: 3,8 m/s (748 ft/min)

### Armamento
- Bombas: 5520 kg

## Aeronaves relacionadas

### Aeronaves similares
- Boeing XB-15
- Boeing Y1B-20
- Douglas XB-19

### Secuencias de designación
- Secuencia Numérica (interna de Martin): ← 129 - 130 - 139 - 145 - 146 - 156 - 162 →
- Secuencia B-_ (Bombarderos del USAAC/USAAF/USAF, 1926-1962): ← B-13 - B-14 - B-15 - B-16 - B-17 - B-18 - B-19 →